# Лодхи, Муджиб Ахмад Хан
Муджиб Ахмад Хан Лодхи SJ TPk (англ. Mujeeb Ahmad Khan Lodhi, урду مجيب احمد خان لودهى‎; 1921) — контр-адмирал ВМС Пакистана, аналитик в области обороны, автор мемуаров и писатель, ведущий колонку в газете The News International. Руководил Западным командованием ВМС Пакистана, командующий флотом Пакистана в 1971 году во время третьей индо-пакистанской войны. Отправлен в отставку по распоряжению президента Пакистана Зульфикара Али Бхутто. Автор мемуаров «Морская синева: воспоминания адмирала Лодхи» (англ. Ocean Rift: Memoirs of Admiral Lodhi) о третьей индо-пакистанской войне.

## Биография
Служил в годы Второй мировой войны в Индийском королевском флоте Королевских ВМС Великобритании. В составе группы из 20 моряков Королевского индийского флота принёс присягу ВМС Пакистана. На момент присяги Пакистану имел звание лейтенанта. Одним из его сослуживцев был вице-адмирал Э.К. Курувила (1922—1997), с которым они оба служили во Второй мировой войне в британском флоте, но после раздела Индии оказались по разные стороны баррикад.
В 1965 году Лодхи участвовал во второй индо-пакистанской войне: член Объединённой оперативной группы (CTG), участник операции «Дварка». Во время операции он руководил эсминцем ВМС Пакистана «Бабур» (бывший эсминец ВМС Великобритании «Дайадем») и отвечал за наблюдение за станцией. Эсминец своим огнём повредил маяк на радарной станции, а затем благополучно вернулся на базу и продолжил службу до 1967 года.
В 1969 году коммодор Лодхи нёс службу в Восточном Пакистане и был назначен администратором порта Читтагонг. В 1970 году произведён в контр-адмиралы и назначен командиром Западного командования ВМС и командиром ВМС Пакистана.
Контр-адмирал Лодхи командовал Объединённой оперативной группой Западного командования ВМС Пакистана во время третьей индо-пакистанской войны, которая насчитывала один крейсер, пять эсминцев, два фрегата, четыре подлодки и танкер. В его распоряжении также была единственная подлодка дальнего действия «Гази», которую пришлось ввести в строй, поскольку не было никакой возможности поддержать Восточное командование ВМС Пакистана, подчинявшееся контр-адмиралу Мохаммеду Шариффу. Лодхи назначил своим начальником штаба коммодора Хасана Хафиза Ахмеда.
После подписания Пакистаном акта о капитуляции в 1971 году была признана независимость Восточного Пакистана, который стал республикой Бангладеш. Капитуляцию подписали контр-адмирал Муджиб Лодхи, контр-адмирал Рашид Ахмед и вице-адмирал Музаффар Хассан. После капитуляции Лодхи был смещён со своей должности и отправлен в запас, а коммодор Ахмед занял место начальника штаба ВМС Пакистана в апреле 1972 года. После отставки Лодхи отправился работать военным советником ВМС Саудовской Аравии, оставшись там на некоторое время. С 2015 года сотрудничает с газетой The News International, где ведёт колонку об обороне и безопасности.
В 2017 году выпустил свои мемуары о третьей индо-пакистанской войне «Морская синева: воспоминания адмирала Лодхи» (англ. Ocean Rift: Memoirs of Admiral Lodhi).

### Собственные книги
- Rear Admiral M. A. K. Ladi. OCEAN RIFT Memoirs of Admiral Lodhi. — Islamabad, Pakistan: Royal Book Co., Pakistan, 2017. — С. 570. — ISBN 9789694074382.

### Другие книги
- Dacca Law Cases: A Monthly Journal Devoted to the Reports of Decisions of the High Court of East Pakistan and the Board of Revenue (East Pakistan) with East Pakistan Statutes. — Dacca, East Pakistan: Dacca Law Cases, 1969.
- Asif Haroon. Roots of 1971 Tragedy. — 1st. — Karachi: Sang-e-Meel Publications, 2005. — С. 642. — ISBN 9789693516777.
- Syed Shabbir Hussain. The Death Dance. — Lahore: Kamran Pub. House, 1979. — С. 129.
- Intergovernmental Maritime Consultative Organization. Acte Final de la Conférence Avec Documents Joints Comprenant Le Texte Du Protocole Adopté. — Jeddah, Saudi Arabia: IMO Publishing, 1973. — С. 60. — ISBN 9789280100228.
- Maqsood Jafri. The Ideals of Bhutto. — 2008. — 390 с.
- Ranjit Rai. A nation and its navy at war. — 1st. — New Delhi: Lancer International, 1987. — С. 190. — ISBN 9788170620136.
- H.Rizvi[англ.]. Civilian interlude // Military, State and Society in Pakistan. — 1. — Islamabad: Springer, 2000. — 289 с. — ISBN 9780230599048.
- Mihir K. Roy. Trumps and Aces // War in the Indian Ocean. — 1st. — Delhi: Lancer Publishers, 1995. — С. 290. — ISBN 9781897829110.
- Sainik Samachar (англ.) // Sainik Samachar. — Director of Public Relations, Ministry of Defence, 1973. — Vol. 20. — P. 73.
- Iftikhar Ahmed Sirohey. Truth Never Retires: An Autobiography of Admiral Iftikhar Ahmed Sirohey. — Karachi: Jang Publishers, 1995. — С. 562.